# ジュベル・アリ

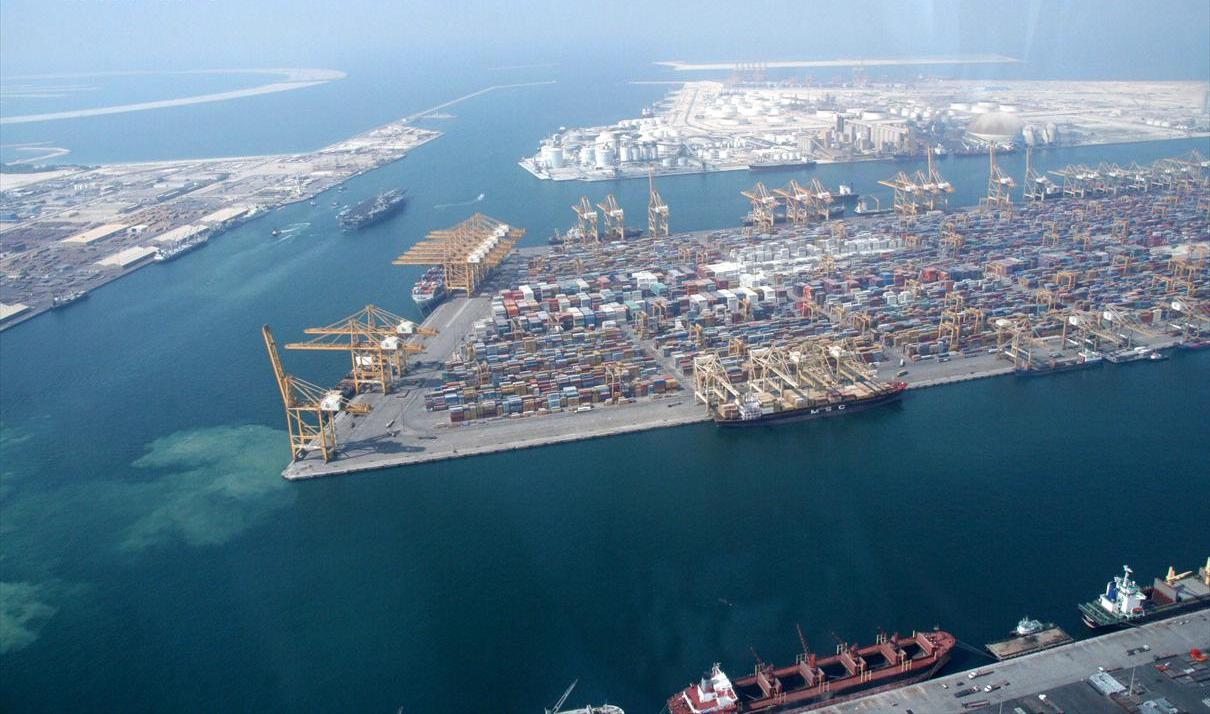
広大なコンテナターミナルが広がるジュベル・アリ港

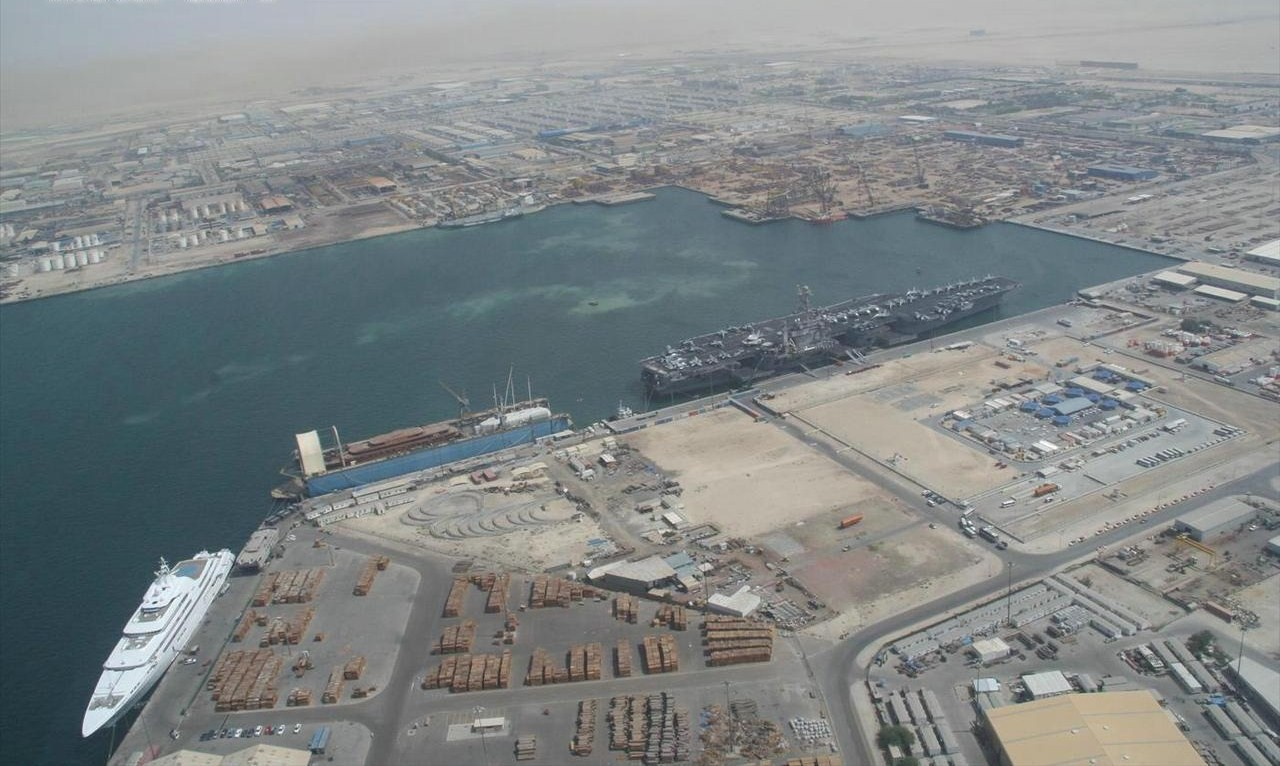
ジュベル・アリ港。左よりの白い船はムハンマド・ビン＝ラーシド・アール＝マクトゥーム首長が所有する世界最大級の大型ヨット「ドバイ」、右寄りの黒い船はアメリカ海軍の空母ジョン・C・ステニス

ジュベル・アリ（文語アラビア語発音：ジャバル・アリー、アラビア語: جبل علي, Jabal ʿAlī, 英語: Jebel Ali）は、アラブ首長国連邦のドバイ首長国にある地区の一つ、また、同地区に所在するペルシャ湾に面した大型港湾。ドバイ市街中心部からは南西へ35キロメートルの位置にあり、アブダビ首長国との境界線にも近い。

## 名称
「ジュベル」は文語アラビア語で jabal（ジャバル）と読み「山」を意味する名詞で、現地方言におけるジバル、ジベル、ジェベルといった発音に依拠した英字表記 Jebel が外国語発音などを経て日本語カタカナ表記でジュベルとなったもの。
アリーはアラビア語男性名で、口語発音はアリーないしはアリなど。
文語発音ジャバル・アリーという複合語で「アリーの山」「アリー山」という意味になる。現地発音ジェベル・アリーないしはジェベル・アリをローマ字で当て字したものが一般的な英字表記である「Jebel Ali」となっている。

## ジュベル・アリ港
1960年代末から1972年にかけてドバイ中心部近くに建設した人工港・ラーシド港（英語: Port Rashid, アラビア語: ميناء راشد; mināʾ Rāshid, ミーナー・ラーシド）が成功を収めたドバイは、1970年代末からジュベル・アリ地区の海岸に新たな掘り込み式の人工港を建設し始めた。ジュベル・アリの町は1977年に建設され、当初は港湾の建設作業員である南アジアなどからの移民が主に住む寒村であった。
2009年現在のジュベル・アリは、バース数67、面積134.68平方キロメートルを誇る世界最大の人工港で、かつ中東最大のハブ港湾・コンテナターミナルとなった。埠頭には世界各国の大型コンテナ船が寄港し、中東やインド洋沿岸各地へのフィーダー船にコンテナを積み替えたり、港湾に隣接する自由貿易地帯や工業地帯へコンテナを輸送したりしている。
ジュベル・アリ港や、それに先立ち開港したラーシド港の運営で豊富な経験を積んだメガターミナルオペレーターであるドバイ港湾局は、その運営ノウハウを国外で生かすためにドバイ・ポーツ・インターナショナル社を設立した。後にこれがドバイ港湾局と合併して、世界各地でコンテナターミナルや港湾を運営するドバイ・ポーツ・ワールド社となっている。
ジュベル・アリ港はアメリカ海軍の艦船がアメリカ国外で最も頻繁に訪れる港湾でもある。イラクやイランを睨む戦略的位置、港湾の水深の深さ、整った施設などから、世界最大の軍艦であるニミッツ級航空母艦およびこれを中心とする空母打撃群の艦船が一度に停泊可能となっている。

## ジュベル・アリ地区
ジュベル・アリ、ジュベル・アリ・ビレッジ、ジュベル・アリ・フリーゾーン、ジュベル・アリ・インダストリアルの4地区からなるジュベル・アリはドバイ市を構成する地域共同体で、世界中から集まった大企業の物流施設や工場が集まっており、人口は2000年現在で31,634人であった。
このうち、1985年に開設されたジュベル・アリ・フリーゾーン（Jebel Ali Free Zone, JAFZ）は港を取り囲むように設置された工業地帯で、立地した企業に対し様々な特恵を与えている。15年間の法人税減免、個人所得税なし、関税なし、取引通貨の制限なし、雇用契約の規制緩和などがその主なものである。ジュベル・アリ港およびジュベル・アリ・フリーゾーンは、ドバイを中東の物流および人的交流の中心地へと浮上させた原動力の一つでもある。アール・マクトゥーム国際空港（建設中の名称はジュベル・アリ国際空港、ドバイ・ワールド・セントラル国際空港など）もこの地区に建設されている。
ジュベル・アリ港の両側の海岸には、埋め立てや運河建設によりリゾート地が作られている。東側にはパーム・アイランドのひとつパーム・ジュメイラが完成しており、西側にはパーム・ジュベル・アリとドバイウォーターフロントが建設されている。また、パーム・ジェベル・アリ西側一帯の海域と海岸にはサンゴ礁、マングローブ、ラグーン、海草の藻場、カキの生息地、砂浜海岸などがあり、タイマイ、モトルドイーグルレイ、アオウミガメ、ジュゴン、ウスイロイルカなどの生息地として2018年にラムサール条約登録地となった。